# 善如
善如（ぜんにょ）は、南北朝時代の浄土真宗の僧。浄土真宗本願寺派第4世宗主・真宗大谷派第4代門首。大谷本願寺住職。諱は俊玄。法印権大僧都。父は第3世覚如の次男従覚。第5世綽如は子。

## 生涯
年齢は、数え年。日付は文献との整合を保つ為、生歿年月日を除き旧暦（宣明暦）表示とし、南北朝時代の元号は、北朝（京都）で表記する。
- 正慶2年2月2日（1333年2月24日[1]）、生まれる。
  - 京都青蓮院にて得度し伯耆守宗康、後に大納言と称する。幼い頃より天台宗の教えを学ぶ。『日野一流系図』には日野俊光の猶子とあるが、俊光は善如が生まれる前に亡くなっている。
- 観応元年（1350年）、覚如より本願寺別当職（留守職）を継承。延文2年（1357年）には本願寺が勅願寺となる。
- 延文4年（1359年）、存覚に歎徳文の再編を依頼する。それ以降、報恩講において拝読されるようになる。
- 永徳2年（1382年）、南朝の総大将楠木正勝に浄土真宗を講じる（横玉山定専坊の寺伝による）。
- 康応元年2月29日（1389年4月4日[1]）、57歳にて示寂。跡は子の綽如が第5世となり本願寺を継ぐ。

## 著書
- 『敎行信證延書』19巻